# Донецький електрометалургійний технікум
Донецький електрометалургійний коледж (ДЕМТ) -технічний навчальний заклад 2 рівня акредитації. Має 2 навчальні корпуси, 1 суспільно-побутовий корпус з великою їдальнею та спортзалом. В технікумі одночасно навчається 1000 студентів.

## Спеціальності
У Донецькому електрометалургійному технікумі навчають наступними спеціальностями: 
- Виробництво сталі в конвекторах та мартенівських печах
- Економіка підприємства
- Монтаж та обслуговування засобів автоматизації технологічного виробництва
- Обробка металу тиском
- Обслуговування верстатів з програмним управлінням та робототехнічних комплексів
- Обслуговування та ремонт електропобутової техніки
- Обслуговування та ремонт обладнання металургійних підприємств
- Обслуговування устаткування та систем теплопостачання
- Прикладна екологія